# 65 î.Hr.

## Nașteri
- 8 decembrie: Horațiu (Quintus Horatius Flaccus), poet roman (d. 8 î.Hr.)